# Institut français du Burkina Faso
L’Institut français du Burkina Faso fait partie du réseau mondial des instituts français. Il est basé à Ouagadougou, la capitale du pays.

## Historique
Bien que la fondation de l'Institut de Bobo-Dioulasso date de 1966, l'institut français du Burkina Faso en tant qu'organisme a été constitué le 1er janvier 2012, dans le cadre d’une réforme mondiale du réseau culturel et de coopération du Ministère français des Affaires étrangères et européennes initiée par la loi du 27 juillet 2010, en remplacement des activités culturelles françaises qui, dans le pays, étaient jusque-là réunies au sein de l'association Culturesfrance. Cette réorganisation a apporté une meilleure unité et une plus grande simplicité de gestion. Les services de coopération universitaire, éducative, linguistique et culturelle de l’Ambassade de France ont ainsi fusionné pour devenir l’Institut français du Burkina Faso. Ils entretiennent des liens étroits avec les Consulats honoraires, le Consulat général ainsi que les bureaux de l'Alliance française du pays.

## Rôle
L'Institut propose diverses activités culturelles, en plus des cours et classes de français. Ainsi, les deux bureaux du pays créent des évènements à visée nationale, régionale ou locale, selon les projets; ils participent également à des évènements externes, dans le cadre de la promotion de la culture et des échanges entre la France et le Burkina Faso.

## Informations générales
L'Institut français du Burkina Faso est divisé en deux bureaux, le site principal de Ouagadougou et l'antenne de Bobo-Dioulasso.
L'Institut de Ouagadougou dispose d'une médiathèque, de deux salles de cinéma, d'une salle d'exposition de 350 m2, d'espaces destinés à l'apprentissage ainsi qu'à l'expression artistique et d'un bar-restaurant. En outre, il met à disposition le plus grand fonds documentaire du Burkina Faso, avec 20 000 documents consultables dans sa bibliothèque.